# Pimelodus pantaneiro
Pimelodus pantaneiro és una espècie de peix de la família dels pimelòdids i de l'ordre dels siluriformes. Els mascles poden assolir els 25,6 cm de llargària total. Es troba a Sud-amèrica: Brasil.